# Шарлотта Великобританська
Шарлотта Августа Матильда Великобританська (англ. Charlotte Augusta Matilda of the United Kingdom), також Шарлотта Ганноверська (англ. Charlotte of Hanover), 29 вересня 1766 — 5 жовтня 1828) — британська принцеса з Ганноверської династії, донька короля Великої Британії та Ганноверу Георга III та принцеси Мекленбург-Стреліцької Шарлотти, друга дружина короля Вюртембергу Фрідріха I.

## Ранні роки
Народилась 29 вересня 1766 року у Букінгемському палаці у Лондоні четвертою дитиною та старшою донькою в родині короля Великої Британії та Ганноверу Георга III та його дружини Шарлотти Мекленбург-Штреліцької. 27 жовтня 1766 новонароджену охрестив архієпископ Кентерберійський Томас Секер. Хрещеними батьками стали тітки з батьківського боку, Кароліна Матильда і Луїза Анна, та король Данії та Норвегії Крістіан VII.

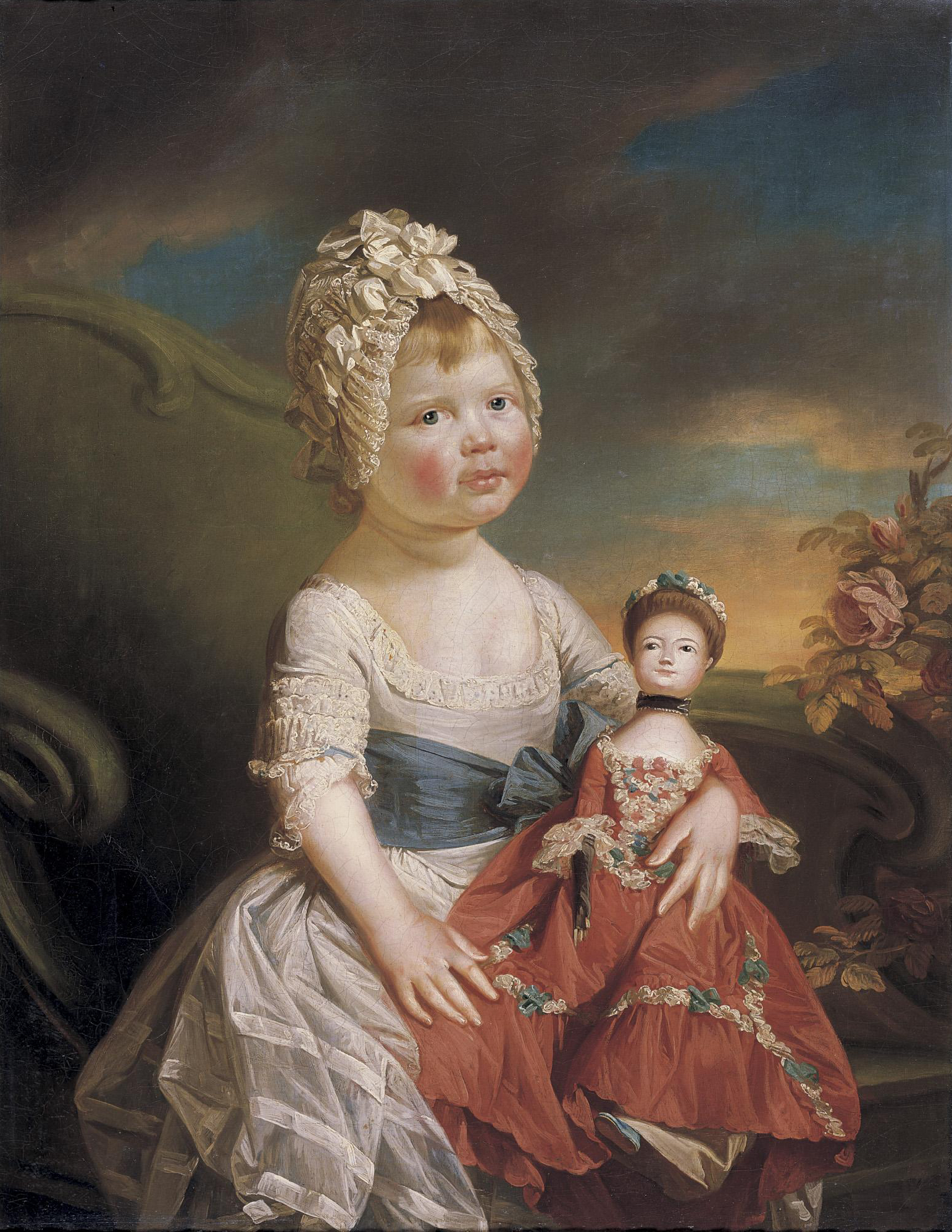
Портрет в дитячому віці пензля Йоганна Цоффані

Мала старших братів Георга, Фредеріка та Вільяма. Згодом сімейство поповнилося 11-ма молодшими дітьми, з яких 9 досягли дорослого віку. Мешкали переважно у Річмонді, палаці К'ю, а від 1776 — ще й у Віндзорському замку.
Нянькою Шарлотти, як і інших королівських дітей, була призначена леді Шарлотта Фінч, яку всі одностайно характеризували як «теплу та добру жінку, яка чудово знала свою роботу». В освіті головна увага надавалася вивченню французької мови, для чого дівчинка отримала гувернантку-француженку, щоб розмовляти без акценту; та розвитку пам'яті. Вивчаючи в дитинстві короткі вірші та розповіді напам'ять, Шарлотта згодом набула феноменальної здатності пам'ятати усі деталі. Змалку полюбляла історію та мови. Була близькою з батьками, які щиро турбувалися про виховання нащадків. Оточуючі відзначали, що Шарлотта відрізняється гарним вихованням та відмінними манерами. Королівське подружжя полюбляло театральні постановки, до чого привчало і дітей. Улюбленою акторкою королівської родини була Сара Сіддонс.
22 червня 1789 року була проголошена Королівською принцесою. Шарлотту постійно порівнювали із сестрою Августою Софією, вважаючи молодшу більш вродливою. Певний час Шарлотта страждала від заїкання, але подолала цю ваду.
У 30 років стала дружиною 42-річного спадкоємного принца Вюртембергу Фрідріха. Вінчання відбулося 18 травня 1797 у Королівській каплиці палацу Святого Якова у Лондоні. Наречений був удівцем, від першого шлюбу мав трьох дітей. Наприкінці того ж року чоловік став правлячим герцогом. У квітні 1798 року Шарлотта народила мертву доньку. Більше дітей подружжя не мало. 

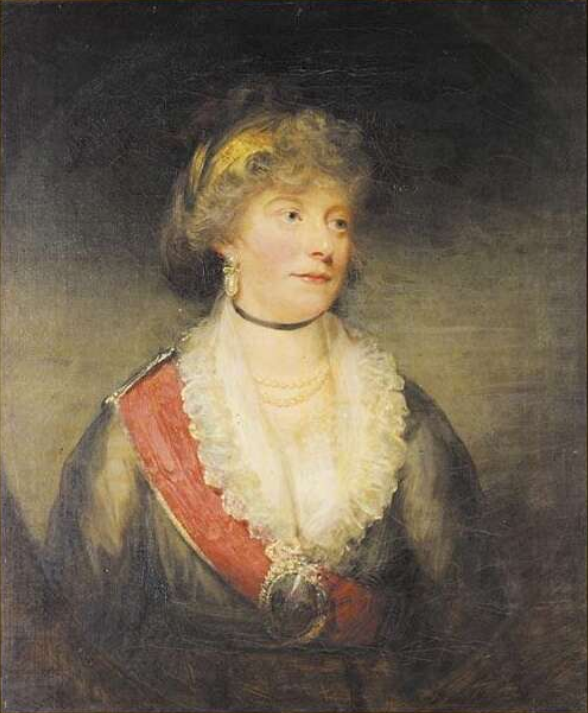
Портрет пензля Вільяма Бічі

Незважаючи на примхи владного чоловіка, Шарлотта підтримувала з ним поважні стосунки, оскільки любила його. Як освічена, побожна та сердечна жінка, залишила йому політику та повністю зосередилася на домашньому господарстві та сімейному житті. Не маючи власних дітей, турбувалася про його дітей від першого шлюбу, особливо про доньку Катерину. Брала участь у заснуванні закладу Матильденштіфт у Людвігсбурзі, який мав на меті виховання безпритульних дітей. Активно займалася малюванням і вишивкою. Дарувала свої витвори батькові, друзям, а також прикрашала ними палац у Штутгарті.
Коли французькі війська зайняли Вюртемберг у 1800 році, правляче подружжя втекло до Ерлангену. Наступного року герцог Фрідріх вступив у переговори з Бонапартом і перейшов на його бік у 1803 році. Вюртемберг значно розширився і 1 січня 1806 року став королівством. Шарлотта була коронована у Штутгарті разом із чоловіком як перша королева країни. Вюртемберг вийшов зі складу Священної Римської імперії та приєднався до Рейнської конфедерації.
Фрідріх помер у жовтні 1816 року і був похований у крипті Людвігсбурзького замку. Аби бути ближчою до чоловіка, Шарлотта оселилася у Людвігсбурзі, де її навідували молодші брати Едвард, Август Фредерік, Адольф Фредерік і сестри Єлизавета й Августа Софія. 1827 року вперше повернулася до батьківщини після свого шлюбу. Її метою було лікування набряку легень, супроводжував королеву особистий лікар Франц Хайм.
5 жовтня 1828 року королева пішла з життя у Людвігсбурзькому замку. Була похована поруч із чоловіком у замковій кірсі Людвігсбургу.

## Нагороди
- Великий хрест ордену Святої Катерини (Російська імперія) (5 квітня 1797).